# Église Saint-Luc de Kupinovo
Pour les articles homonymes, voir Église Saint-Luc.
L'église Saint-Luc de Kupinovo (en serbe cyrillique : Црква светог Луке у Купинову ; en serbe latin : Crkva svetog Luke u Kupinovu) est une église orthodoxe serbe située à Kupinovo près de Pećinci, en Serbie et dans la province de Voïvodine. Elle figure sur la liste des monuments culturels d'importance exceptionnelle de la république de Serbie (identifiant no SK 1044).

## Histoire
L'église Saint-Luc, de petites dimensions, a été construite au milieu du XVe siècle par le despote serbe Đurađ Branković. L'église est mentionnée en 1486 et 1502 comme un sanctuaire funéraire pour les despotes de Syrmie Stefan Branković et Jovan Branković. Elle a été détruite et abandonnée en 1502 après la conquête de la Syrmie par les Ottomans et restaurée deux fois, au début du XVIIIe siècle et à la fin du XIXe siècle. Malgré les aléas de l'histoire, l'église a conservé intacte sa structure originelle.

## Architecture
L'église, constituée d'une nef unique avec un plafond en bois, possède des murs épais en pierres et en briques. L'abside de l'autel, de forme demi-circulaire, prolonge la nef sur presque toute sa largeur, tandis qu'une arcade sépare la nef du narthex.

## Iconostase
L'iconostase de l'église, sculptée avant 1780, est de style baroque ; elle sépare complètement la nef de l'autel. Elle a été peinte en 1729 dans un style rocaille qui présente des analogies avec celui de Jakov Orfelin.

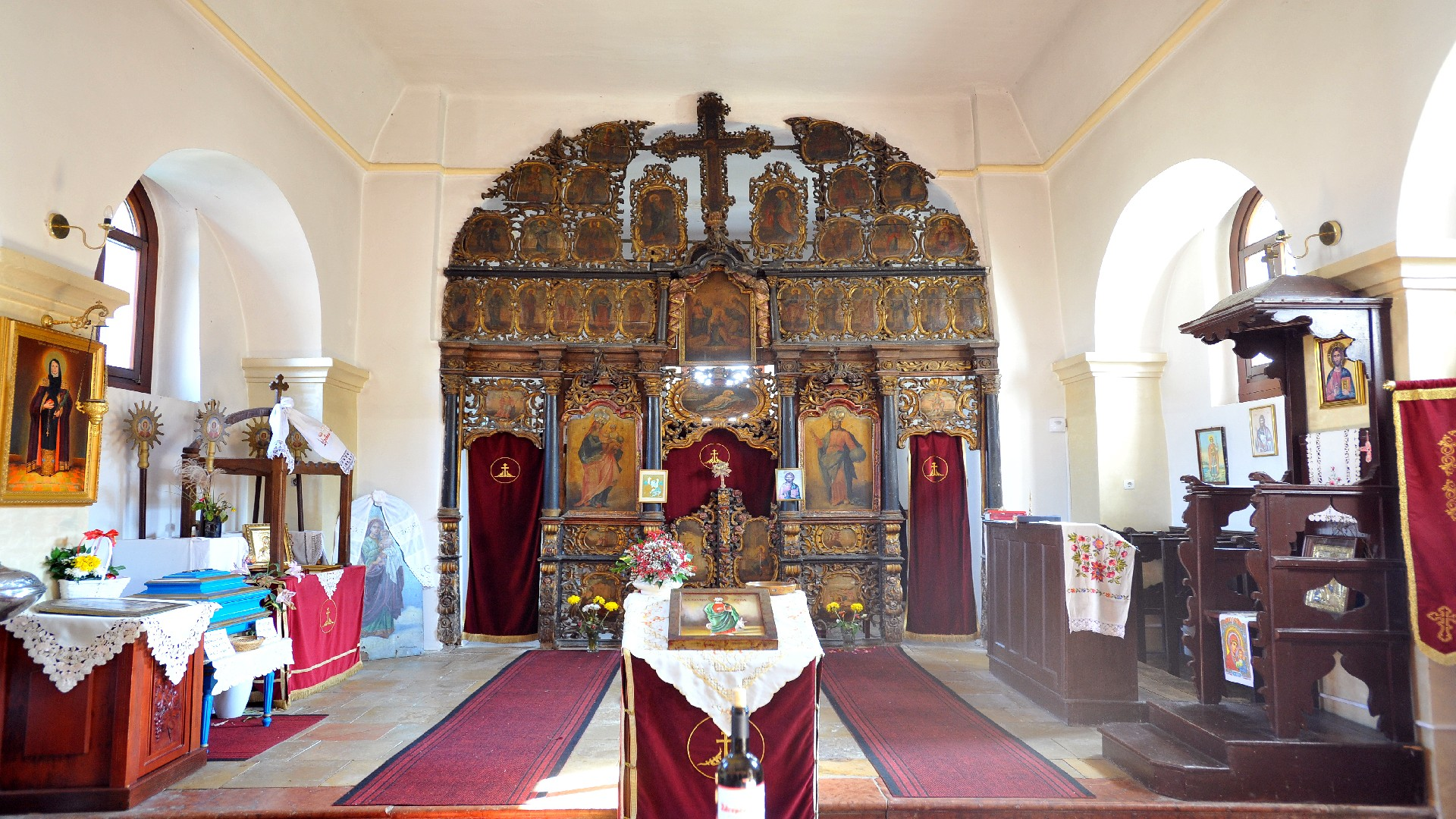
L'intérieur de l'église avec l'iconostase.